# Franz Ferdinand

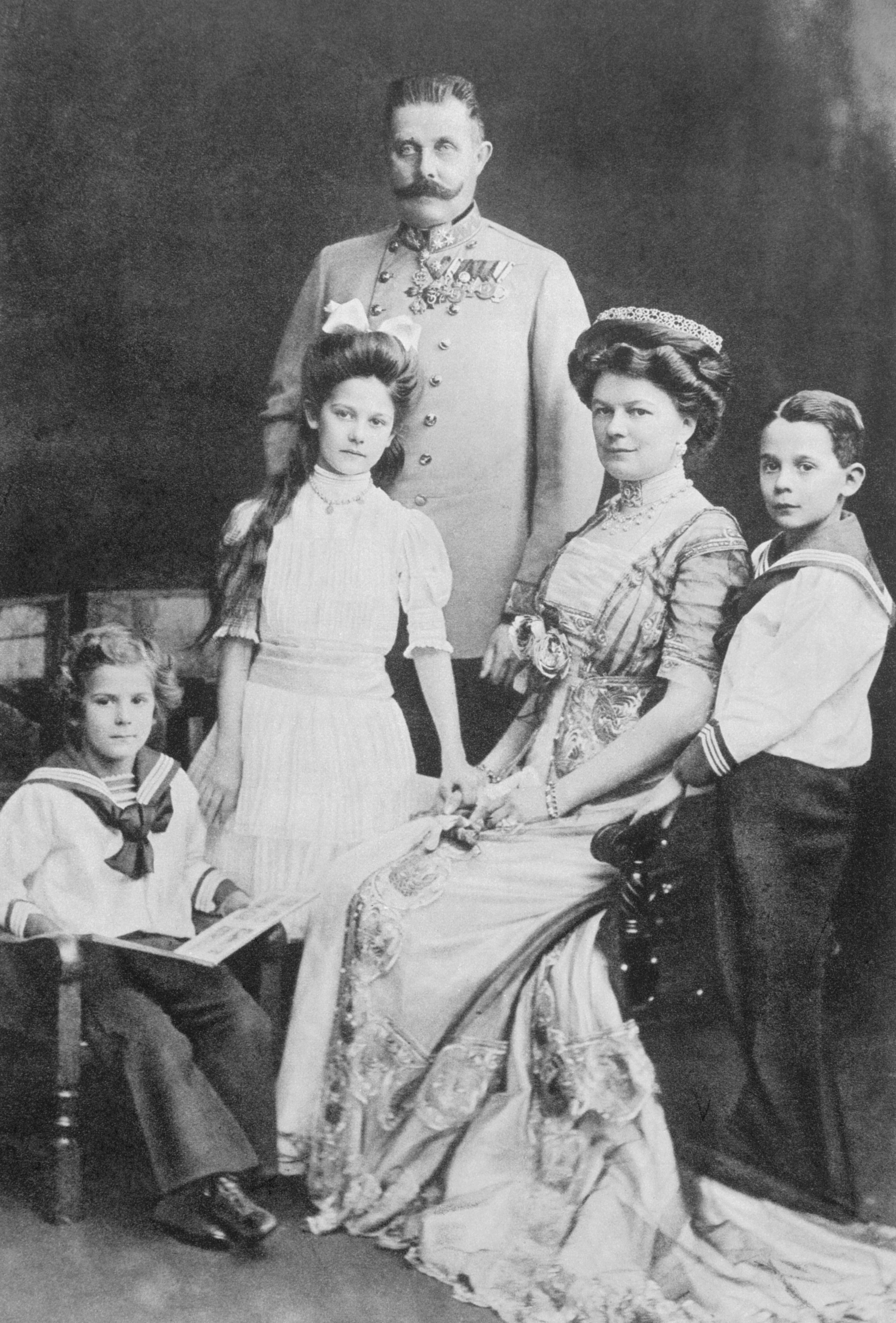
Franz Ferdinand med familj år 1910.

Franz Ferdinand (tjeckiska och slovakiska: František Ferdinand, kroatiska: Franjo Ferdinand, slovenska: Franc Ferdinand, ungerska: Ferenc Ferdinánd), född 18 december 1863 i Graz, Österrike, död 28 juni 1914 i Sarajevo, Bosnien-Hercegovina, var tronföljare och ärkehertig av Österrike-Ungern från 1889, son till kejsar Franz Josephs yngre bror Karl Ludwig av Österrike (1833–1896) och Maria Annunciata av Bourbon-Bägge Sicilierna.

## Biografi
När Franz Ferdinands släkting, ex-hertigen av Modena, avled 1875, testamenterade han titeln "ärkehertig av Österrike-Este" till Franz Ferdinand, trots att denne inte härstammade från huset Este, och Franz Ferdinand antog den bland sina många titlar.
Hans far, Karl Ludvig, inträdde som tronföljare 1889, efter kronprins Rudolf av Österrikes död (Mayerlingdramat). Franz Ferdinand blev Österrike-Ungerns tronföljare vid faderns bortgång 1896 och 1898 kejsar Franz Josephs ställföreträdare som krigsmaktens högste chef. 1913 blev han generalinspektör för armén. Som närmaste förtrogne i militära frågor hade han Franz Conrad von Hötzendorf, som han 1906 hade lyckats få utnämnd till generalstabschef.
År 1890 utnämndes Franz Ferdinand till riddare av Serafimerorden.
Franz Ferdinand hade även stora kulturella intressen. 1895–1896 utgav han sin dagbok från en jordenruntresa företagen 1892–1893.
Franz Ferdinand hyste planer på att på sikt förvandla dubbelmonarkin Österrike-Ungern till en trippelmonarki där även de slaviska folkgrupperna inom riket skulle beredas större självstyre. På grund av detta upplevdes Franz Ferdinand som ett hot av de panslavistiska grupperna i Östeuropa. Dessa ville istället bryta loss de slaviska delarna av riket, så att de kunde bilda egna självständiga stater. Han motarbetade även den ungerska adelns inflytande och hade planer på ökad demokratisering av landet, och ville även öka inflytandet för landets övriga minoriteter.
Franz Ferdinand och hans gemål Sophie mördades den 28 juni 1914 av den sydslaviske nationalisten Gavrilo Princip i Sarajevo. Denna händelse blev känd som skotten i Sarajevo och kom att bilda upptakten till första världskriget.

## Familj
Frans Ferdinand gifte sig den 1 juli 1900 (morganatiskt) med den tjeckiska grevinnan Sophie von Chotek, född 1868, upphöjd till hertiginna av Hohenberg 1902, tidigare hovdam hos ärkehertiginnan Isabella. Tillsammans med sin stab var han bosatt på Schloss Belvedere i Wien.

### Barn
1. Sophie, prinsessa av Hohenberg (1901–1990), gift med greve Friedrich von Nostitz-Rieneck (1891–1973)
2. Maximilian, hertig av Hohenberg (1902–1962), gift med grevinnan Elisabeth von Waldburg zu Wolfegg und Waldsee (1904–1993)
3. Ernst, hertig av Hohenberg (1904–1954), gift med Marie-Therese Wood (1910–1985)
4. Dödfödd son (1908)

## Utmärkelser
- Riddare av Gyllene skinnets orden
- Storkorsriddare av Italienska kronorden
- Andreasorden
- Riddare av Sankt Mauritius och Sankt Lazarusorden
- Järnkroneorden
- Sankt Stefansorden
- Svarta örns orden
- Storkors av Vita örns orden
- Storkorset av Leopoldsorden
- Riddare med storkors av Maria-Teresiaorden
- Riddare med storkors av Bathorden
- Maria-Teresiaorden

[Redigera Wikidata]